# Fressin
Fressin település Franciaországban, Pas-de-Calais megyében. Lakosainak száma 580 fő (2022. január 1.). Fressin Sains-lès-Fressin, Lebiez, Planques, Royon, Wambercourt, Wamin, Auchy-lès-Hesdin és Azincourt községekkel határos.

## Népesség
A település népességének változása:
| Lakosok száma | 544  | 562  | 580  | 575  | 578  | 580  | 583  | 579  | 580  |
|               | 2013 | 2015 | 2016 | 2017 | 2018 | 2019 | 2020 | 2021 | 2022 |